# 164.º Regimiento Antiaéreo (motorizado)
El 164.º Regimiento Antiaéreo (motorizado) (Flak-Regiment. 164 ( mot.)) fue una unidad de la Luftwaffe durante la Segunda Guerra Mundial.

## Historia
Fue formado en abril de 1941 en Düsseldorf.

## Comandantes
- Coronel Otto Hartmann – (23 de abril de 1941 – junio de 1942)
- Coronel Dr. Walter Scholz – (27 de junio de 1942 – 15 de octubre de 1943)
- Coronel Ludwig Bulla – (15 de octubre de 1943 – 8 de mayo de 1945)

## Servicios
- junio de 1941: Comandante de la Fuerza Aérea 18.º Ejército, con el II Grupo/36.º Regimiento Antiaéreo, I Grupo/51.º Regimiento Antiaéreo (motorizado mixto) y el I Grupo/111.º Regimiento Antiaéreo.
- 1 de marzo de 1942: en Roshdestvenno, bajo la 2.ª División Antiaérea, con el I Grupo/51.º Regimiento Antiaéreo (motorizado mixto), II Grupo/36.º Regimiento Antiaéreo, I Grupo/291.º Regimiento Antiaéreo y el 75.º Regimiento Ligero Aantiaéreo.
- 1 de septiembre de 1942: en Roshdestvenno, bajo la 6.ª División Antiaérea.
- 22 de junio de 1943: bajo la 6.ª División Antiaérea, con el I Grupo/51.º Regimiento Antiaéreo (motorizado mixto), II Grupo/36.º Regimiento Antiaéreo, I Grupo/291.º Regimiento Antiaéreo y el 75.º Regimiento Ligero Antiaéreo.
- 1 de noviembre de 1943: bajo la 2.ª División Antiaérea, con 431.º Regimiento Mixto Antiaéreo (v), 75.º Regimiento Ligero Antiaéreo (v), I Grupo/51.º Regimiento Antiaéreo (motorizado mixto), II Grupo/36.º Regimiento Antiaéreo (motorizado mixto) y Ausw.Zug 164 (mot.).
- 1 de enero de 1944: bajo la 2.ª División Antiaérea, con el 431.º Regimiento Mixto Antiaéreo (v), 834.º Regimiento Mixto Antiaéreo (v), II Grupo/6.º Regimiento Antiaéreo (motorizado mixto), I Grupo/51.º Regimiento Antiaéreo (motorizado mixto) y I Grupo/54.º Regimiento Antiaéreo (motorizado mixto).
- 1 de febrero de 1944: bajo la 2.ª División Antiaérea, con el 431.º Regimiento Mixto Antiaéreo (v), 834.º Regimiento Mixto Antiaéreo (v), II Grupo/6.º Regimiento Antiaéreo (motorizado mixto), I Grupo/51.º Regimiento Antiaéreo (motorizado mixto) y I Grupo/54.º Regimiento Antiaéreo (motorizado mixto).
- 1 de marzo de 1944: bajo la 2.ª División Antiaérea, con el 341.º Regimiento Mixto Antiaéreo (v), 214.º Regimiento Mixto Antiaéreo (v), 431.º Regimiento Mixto Antiaéreo (v), 834.º Regimiento Mixto Antiaéreo (v), II Grupo/6.º Regimiento Antiaéreo (motorizada mixta), I Grupo/51.º Regimiento Antiaéreo (motorizado mixto), I Grupo/54.º Regimiento Antiaéreo (motorizado mixto), 92.º Regimiento Ligero Antiaéreo (v) y la 766.º Regimiento Ligero Antiaéreo (v).
- 1 de abril de 1944: bajo la 2.ª División Antiaérea, con el II Grupo/23.º Regimiento Antiaéreo (motorizado mixto), 214.º Regimiento Mixto Antiaéreo (v), 431.º Regimiento Mixto Antiaéreo (v), 834.º Regimiento Mixto Antiaéreo (v), I Grupo/51.º Regimiento Antiaéreo (motorizado mixto), I Grupo/54.º Regimiento Antiaéreo (motorizado mixto), 75.º Regimiento Ligero Antiaéreo (v) y 766.º Regimiento Ligero Antiaéreo (v).
- 1 de mayo de 1944: bajo la 2.ª División Antiaéreo, con II Grupo/23.º Regimiento Antiaéreo (motorizada mixta), 214.º Regimiento Mixto Antiaéreo (v), 431.º Regimiento Mixto Antiaéreo (v), 834.º Regimiento Mixto Antiaéreo (v), I Grupo/51.º Regimiento Antiaéreo (motorizado mixto), I Grupo/54.º Regimiento Antiaéreo (motorizado mixto), 766.º Regimiento Ligero Antiaéreo (v) y 82.º Regimiento Ligero Antiaéreo (motorizado).
- 1 de junio de 1944: bajo la 2.ª División Antiaérea, con II Grupo/23.º Regimiento Antiaéreo (motorizado), 214.º Regimiento Mixto Antiaéreo (v), 834.º Regimiento Mixto Antiaéreo (v), I Grupo/51.º Regimiento Antiaéreo (motorizado mixto), I Grupo/54.º Regimiento Antiaéreo (motorizado mixto) y 766.º Regimiento Ligero Antiaéreo (v).
- 1 de julio de 1944: bajo la 2.ª División Antiaérea, con II Grupo/23.º Regimiento Antiaéreo (motorizado mixto), 834.º Regimiento Mixto Antiaéreo (v), II Grupo/36.º Regimiento Antiaéreo (motorizado mixto), I Grupo/51.º Regimiento Antiaéreo (motorizado mixto) y 719.º Regimiento Ligero Antiaéreo (v).
- 1 de agosto de 1944: bajo la 2.ª División Antiaérea, con I Grupo/2.º Regimiento Antiaéreo (motorizado mixto), II Grupo/11.º Regimiento Antiaéreo (motorzado mixto), II Grupo/36.º Regimiento Antiaéreo (motorizado mixto), 92.º Regimietno Ligero Antiaéreo (Sf), 766.º Regimiento Ligero Antiaéreo (v) y I Grupo/30.º Regimiento Antiaéreo (motorizado mixto).
- 1 de septiembre de 1944: bajo la 2.ª División Antiaérea, con 92.º Regimiento Ligero Antiaéreo (Sf) y 766.º Regimiento Ligero Antiaéreo (v).
- 1 de octubre de 1944: bajo la 2.ª División Antiaérea, con 92.º Regimiento Ligero Antiaéreo (Sf) y 766.º Regimiento Ligero Antiaéreo (v).
- 1 de noviembre de 1944: bajo la 6.ª División Antiaérea, con I Grupo/2.º Regimiento Antiaéreo (motorizado mixto); II Grupo/23.º Regimiento Antiaéreo (motorizado mixto); I Grupo/30.º Regimiento Antiaéreo (motorizado mixto); II Grupo/32.º Regimiento Antiaéreo (motorizado mixto); 92.º Regimiento Ligero Antiaéreo (Sf); I Grupo/291.º Regimietno Antiaéreo (motorizado mixto); 994.º Regimiento Ligero Antiaéreo (v).
- 1 de diciembre de 1944: bajo la 6.ª División Antiaérea, con el Stab, 2.-5./I Grupo/2.º Regimiento Antiaéreo (motorizado mixto); II Grupo/23.º Regimiento Antiaéreo (motorizado mixto); I Grupo/30.º Regimiento Antiaéreo (motorizado mixto); II Grupo/32.º Regimiento Antiaéreo (motorizado mixto); 92.º Regimiento Ligero Antiaéreo (Sf); I Grupo/291.º Regimietno Antiaéreo (motorizado mixto); 994.º Regimiento Ligero Antiaéreo (v).
- 1944 – 1945: en Curlandia.